# Dora Boothby
Penelope Dora Harvey Boothby (Finchley, Inglaterra; 2 de agosto de 1881 – Hammersmith, 22 de fevereiro de 1970) foi uma tenista britânica. Medalhista olímpica de prata em simples, em 1908.

## Grand Slam finaos

### Simples (1 título)
| Ano   | Campeonato | Oponente     | Placar        |
| 19091 | Wimbledon  | Agnes Morton | 6–4, 4–6, 8–6 |

### Simples (2 vices)
| Ano  | Campeonato | Oponente                  | Placar   |
| 1910 | Wimbledon  | Dorothea Lambert Chambers | 6–2, 6–2 |
| 1911 | Wimbledon  | Dorothea Lambert Chambers | 6–0, 6–0 |

### Duplas

#### Titles (1)
| Ano  | Torneio   | Parceira        | Oponentes                                         | Placar           |
| 1913 | Wimbledon | Winifred McNair | Charlotte Cooper Sterry Dorothea Lambert Chambers | 4–6, 2–4 retired |